# Gaivota-de-bering
Gaivota-de-bering ou gaivotão-prateado (Larus glaucescens) é um grande larídeo de cabeça branca distribuída das Ilhas Aleutas e costa oeste do Alasca até à costa de Washington. Durante algumas épocas, essa gaivota também pode ser encontrada na costa da Califórnia. É um parente do Larus occidentalis e frequentemente se misturam, resultando em problemas de identificação, particularmente na área da Puget Sound. Considera-se que esta espécie vive por cerca de quinze anos.
A gaivota-de-bering é raramente encontrada afastada da água do mar. Entre 61 e 69 cm, com cabeça, pescoço e peito brancos e asas prateadas, suas patas são rosadas e o bico é amarelo. Alimenta-se pela costa, procurando por lulas, peixes e mexilhões fracos ou mortos, assim como lixo humano.